# 丰城东站
丰城东站位于江西省宜春市丰城市剑南街道津头社区淦上村，是昌赣客运专线的一个车站，由中国铁路南昌局集团南昌车务段管辖。2019年12月26日随京港高速线昌赣段投入运营。

## 车站布局
丰城东站以“古剑光耀，再领先锋”为设计理念，总建筑面积7996.3平方米。